# اچ‌ام‌اس سوفی (۱۸۰۹)
اچ‌ام‌اس سوفی (۱۸۰۹) (به انگلیسی: HMS Sophie (1809)) یک کشتی بود که طول آن ۱۰۰ فوت ۳ اینچ (۳۰٫۵۶ متر) بود. این کشتی در سال ۱۸۰۹ ساخته شد.